# Nyadatus
Nyadatus là một chi bọ cánh cứng trong họ Meloidae.
Chi này được miêu tả khoa học năm 1981 bởi Aksentjev.

## Các loài
Các loài trong chi này gồm:
- Nyadatus sphalerus Aksentjev, 1981
- Nyadatus telejus Aksentjev, 1981